# Прохотський потік
Прохотський потік (словац. Prochotský potok) — річка в Словаччині; права притока Грону довжиною 14.3 км. Протікає в окрузі Ж'яр-над-Гроном.
Витікає в масиві Втачник на висоті 1065 метрів. Протікає територією сіл Прохот; Горна Жданя і Дольна Жданя.
Впадає у Грон на висоті 226 метрів.